# سعدان سنجابي
السعدان السنجابي أو سابميري (الاسم العلمي: Saimiri) هو جنس من الحيوانات يتبع فصيلة السيبوسية من رتبة الرئيسيات.

## الأنواع
- سعدان سنجابي عاري الأذن
- سعدان سنجابي شائع
- سعدان سنجابي أسود
- سعدان سنجابي أسود القبعة
- سعدان أمريكا الوسطى السنجابي

## معرض صور

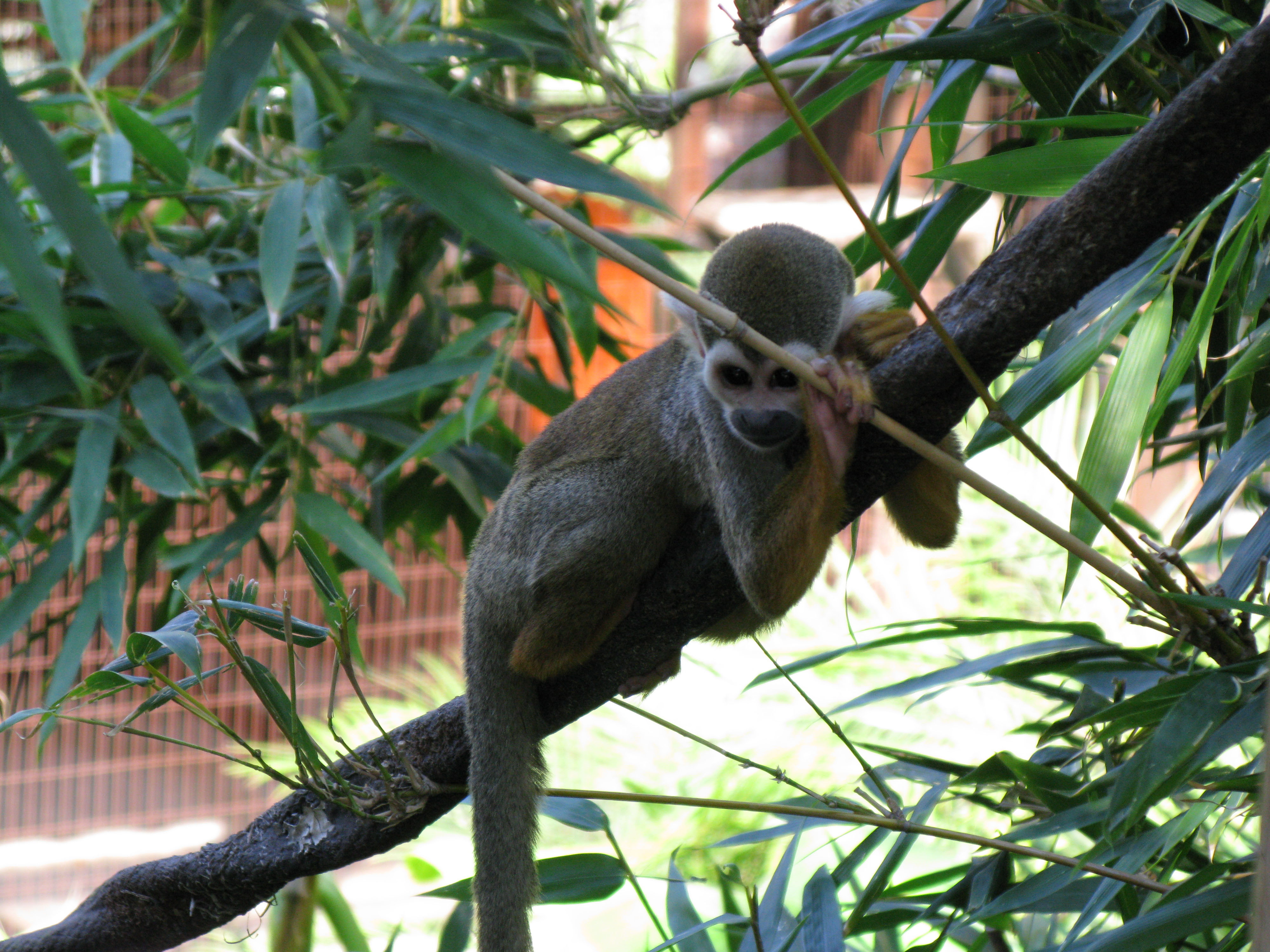
At the Phoenix Zoo.
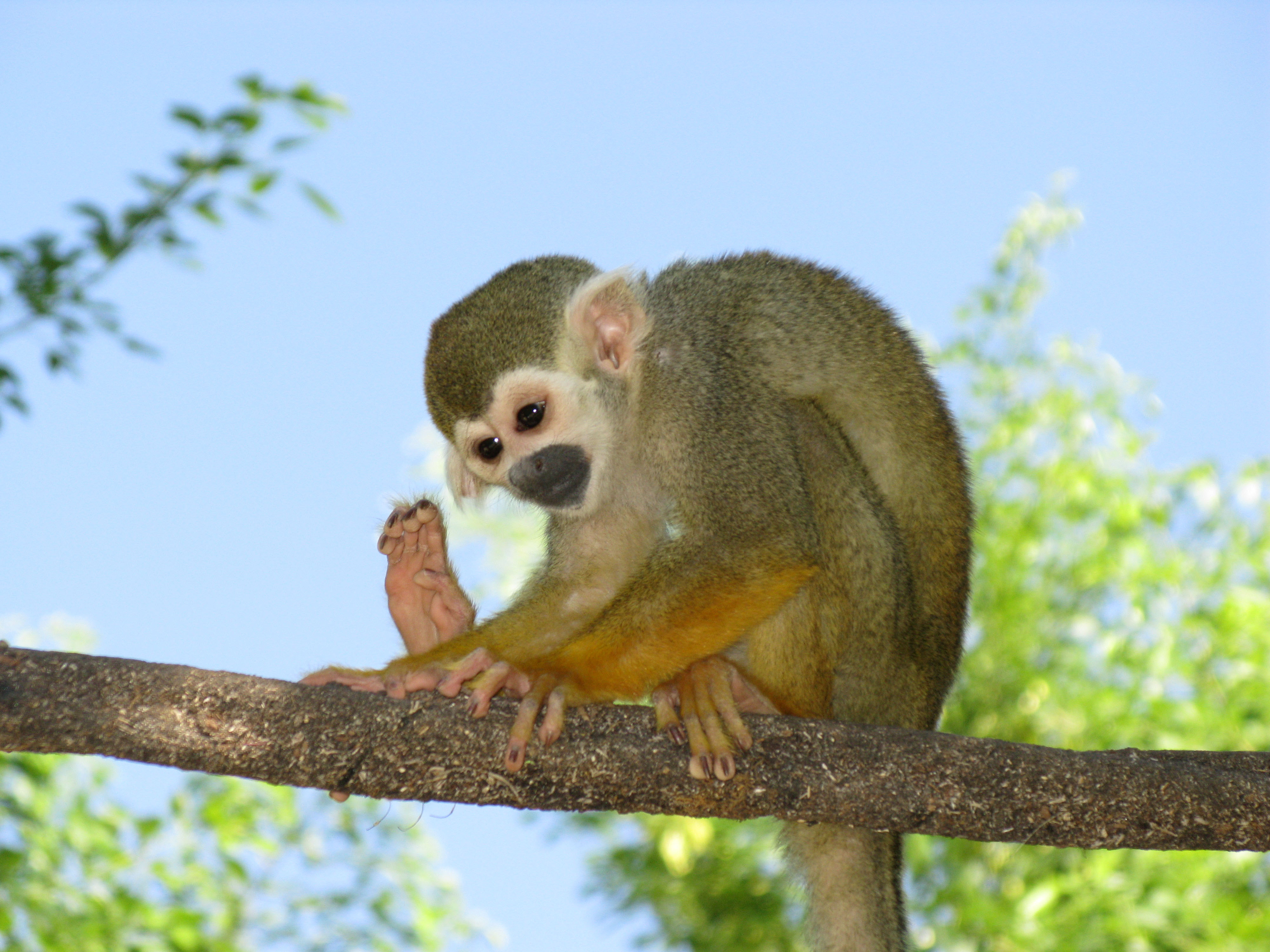
At the Phoenix Zoo.
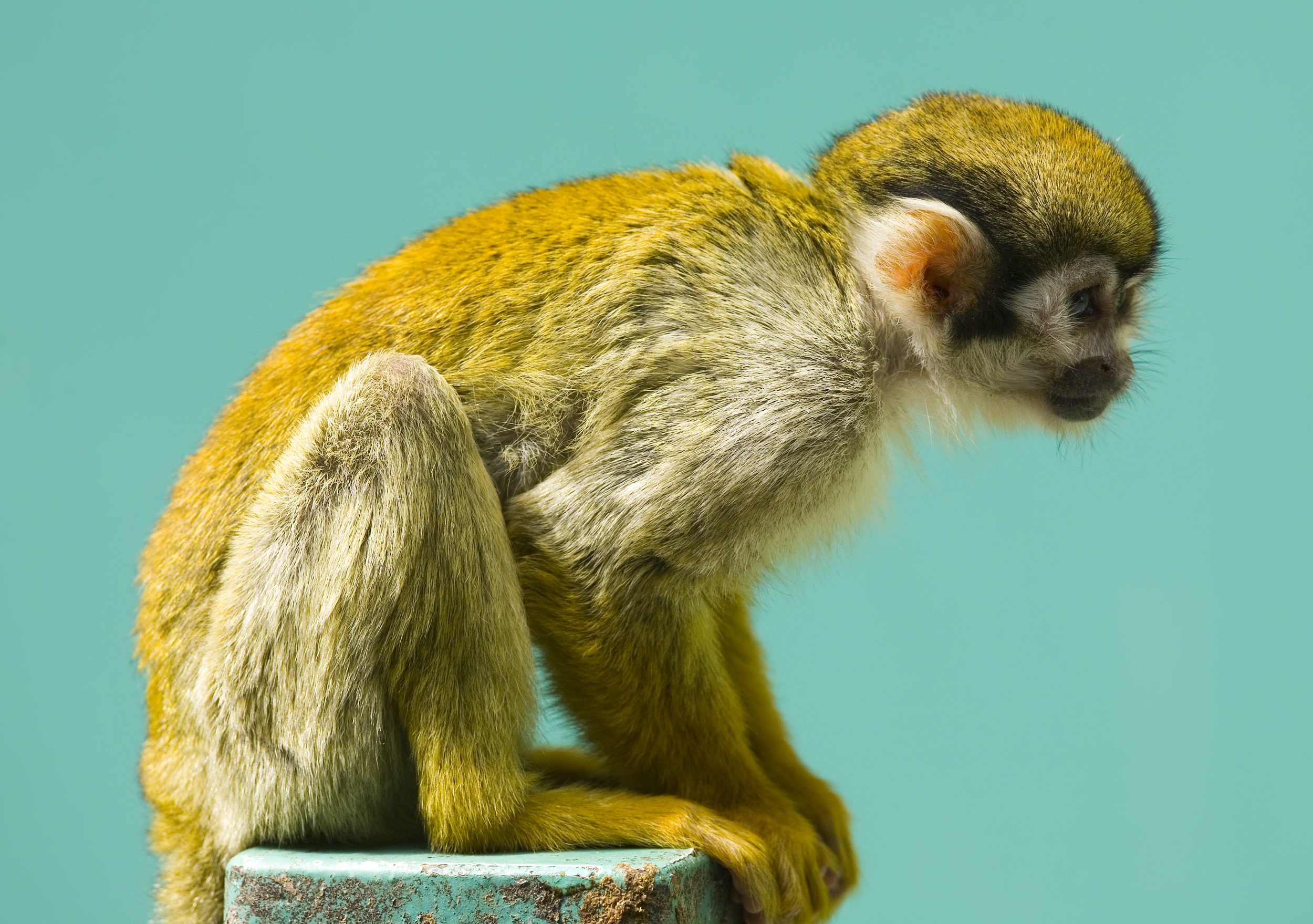
At the Fuji Safari park, Japan
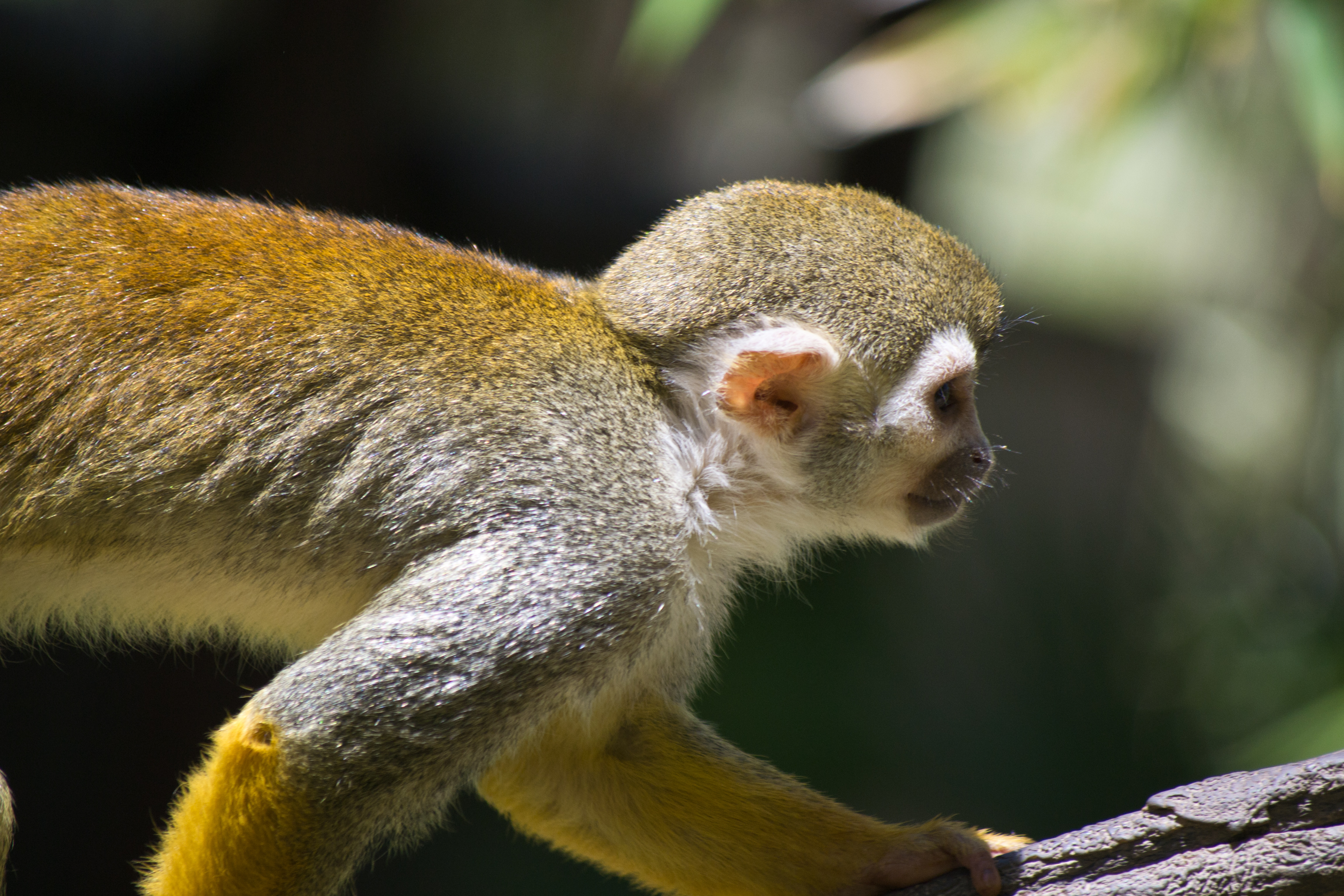
At the Phoenix Zoo.